# Anolis altae
Anolis altae (високий аноліс) — вид ігуаноподібних ящірок родини анолісових (Dactyloidae). Ендемік Коста-Рики.

## Поширення і екологія
Високі аноліси мешкають в горах Кордильєра-Сентраль і Кордильєра-де-Таламанка в Коста-Риці. Вони живуть у вологих гірських тропічних лісах, на висоті від 1250 до 2130 м над рівнем моря. Ведуть денний спосіб життя, зустрічаються невисоко на стовбурах дерева і чагарників, але шукають їжу переважно на землі.